# Bertrand VI av Auvergne
Bertrand VI av Auvergne, född okänt år, död 1497, var regerande greve av Auvergne från 1461 till 1497. 